# Desmond Shum

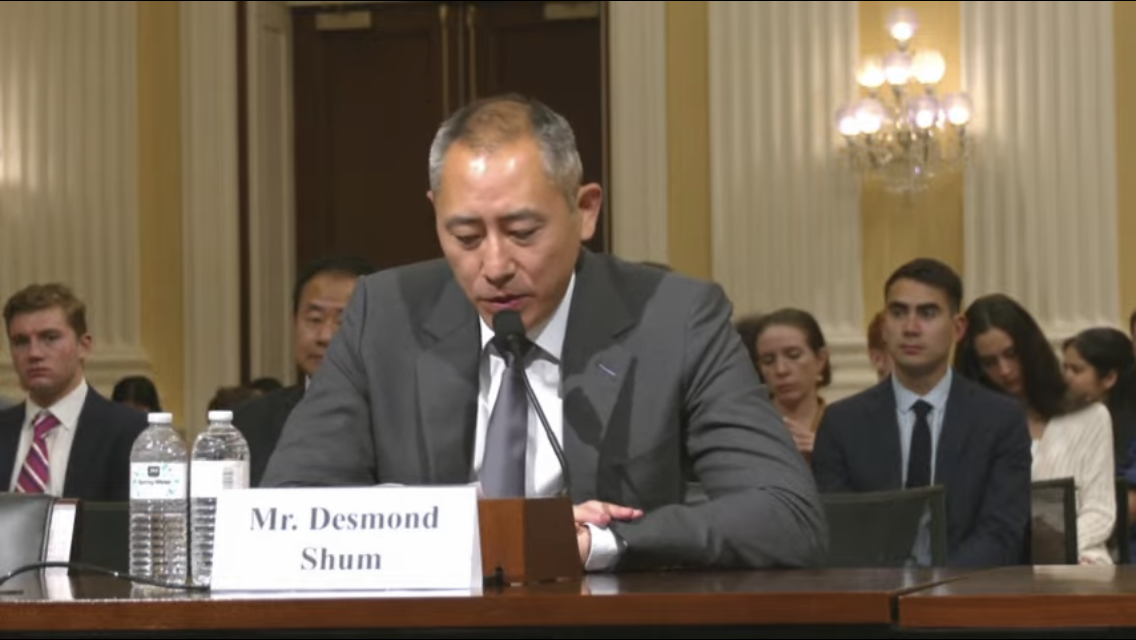
Desmond Shum

Desmond Shum (沈棟; * 1968 in Shanghai) ist ein chinesischer Autor von „Red Roulette“ und der ehemalige Ehemann der Milliardärin Duan Weihong.
Shum, der seine Kindheit in Hongkong verbracht, studierte an der University of Wisconsin-Madison in den Vereinigten Staaten. Er war Mitglied der Politische Konsultativkonferenz des chinesischen Volkes. Shum und Duan ließen sich 2015 scheiden und im selben Jahr verließ Shum China.